# Mireia
|  | Per a altres significats, vegeu «Mireia (prenom)». |

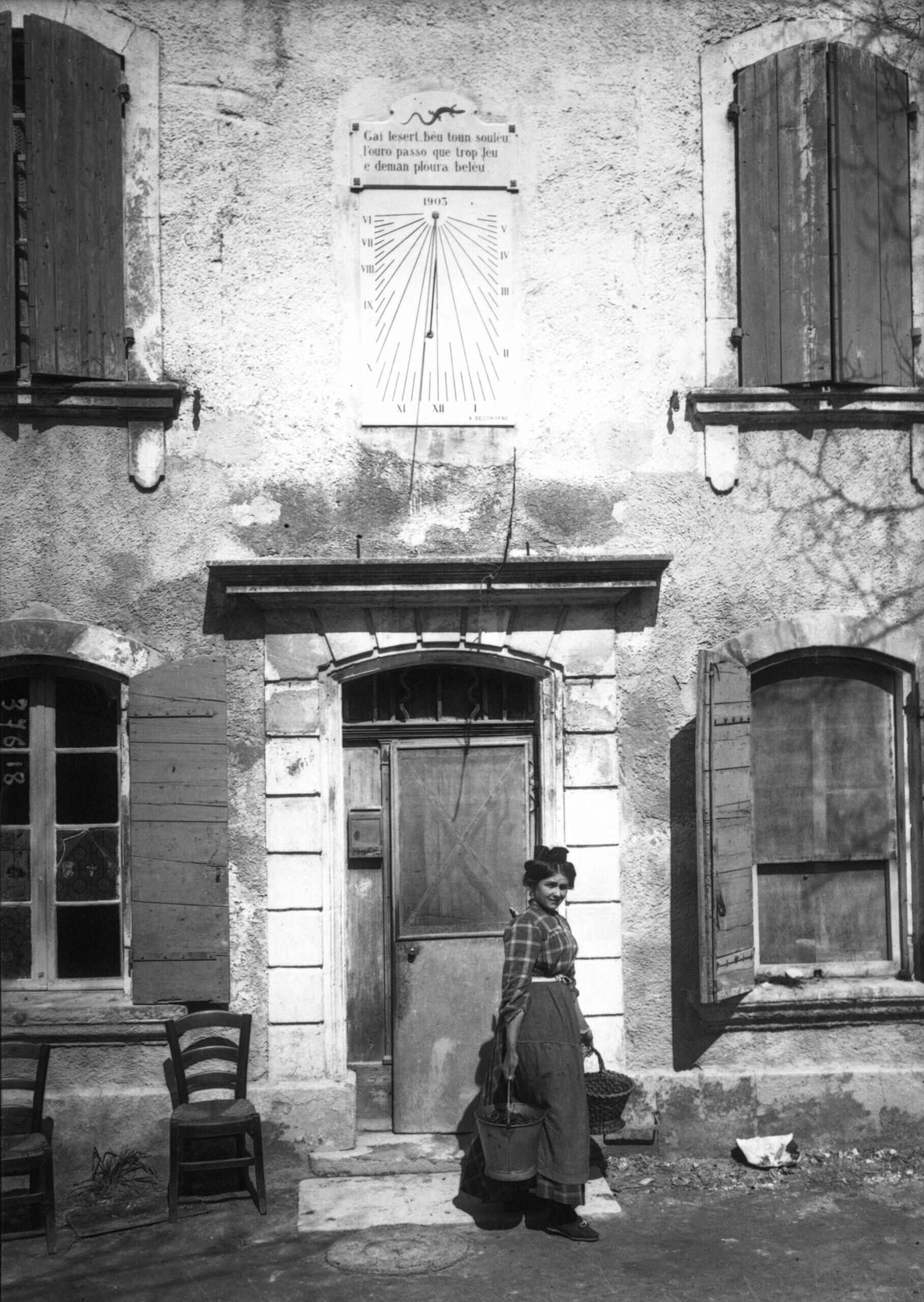
Porta d'entrada de la casa malhanesa on Frederic Mistral compongué Mirèio. Fotografia de 1914

Mireia (Mirèio en grafia mistralenca occitana, Mirèlha en grafia clàssica occitana) és una obra en llengua occitana de l'escriptor provençal Frederic Mistral –i la més prestigiosa de totes les que va concebre–. Aquesta obra escrita en vers fou publicada l'any 1859 i conegué un èxit fenomenal a Occitània i també a tot el conjunt de l'estat francès. Charles Gounod es va basar en aquesta obra per compondre l'òpera Mireille el 1863.

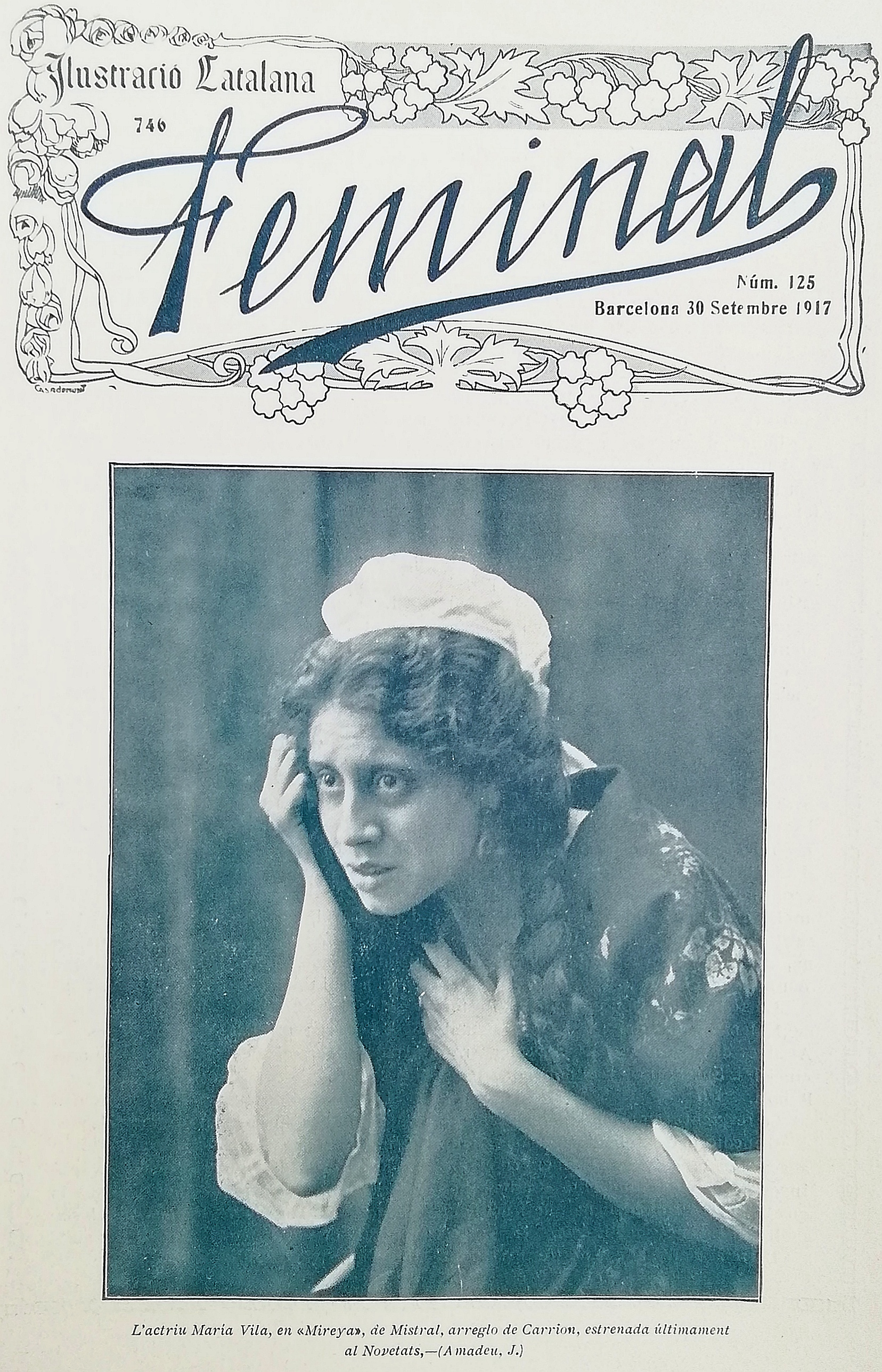
Estrena de la versió teatral de Mirèio al teatre Novetats, fotografiada a la revista Feminal l'any 1917

La primera adaptació catalana, obra de Francesc Pelagi Briz, aparegué com a fulletó a La Corona (1861-62) i fou publicada com a llibre el 1864 i encara el 1914. Hom parla també d'una traducció de Francesc Bartrina en 1861. Ça com lla, la versió més destacable és la que feu l'escriptora mallorquina Maria Antònia Salvà, publicada l'any 1917 i reeditada en diverses ocasions. També hi ha una adaptació escènica d'Ambrosi Carrión que fou estrenada en el teatre Novedades de Barcelona, el dia 20 de setembre de 1917, dirigida per Enric Borràs.

## L'argument
A la Provença, Mireia és la filla d'uns rics pagesos, enamorada de Vicent, modest cisteller. Els pares de la noia refusen aquesta unió i li busquen d'altres pretendents. Mireia, desesperada, fuig de casa, travessant la Camarga per arribar a les Santes Maries de la Mar per implorar a les santes que els seus pares acceptin la seva decisió. Durant el camí, a causa de la calor li agafa una insolació. Al final del camí, les santes se li apareixen, li expliquen les seves històries i li fan veure la felicitat de l'altre món. Enmig dels seus que la troben, es deixa morir, confiada i serena.